# Сузана Валадон
Сузана Валадон (фр. Suzanne Valadon; Бесин сир Гартан, 23. септембар 1865 — Париз, 7. април 1938) је била француска сликарка која је радила и као уметнички модел.

## Биографија
Рођена под именом Мери-Клементина Валадон (Marie-Clémentine Valadon) у Bessines-sur-Gartempe, Haute-Vienne, Француска, била је ћерка невенчаних родитеља, и са својих 15 година Сузан Валадон постаје циркуски акробата, али већ са 16 година пада са трапеза и тако завршава ту каријеру. У Монмартровској четврти Париза она почиње да се интересује за уметност.
Причало се о њој да је била јако лепа жена, и као таква убрзо почиње да ради као уметнички модел, зато што је тако имала шансу да колико-толико посматра и учи о сликарским техникама. Била је модел сликарима Едгару Дегау, Анрију де Тулуз-Лотреку, Пјер-Огисту Реноару а и Pierre Puvis de Chavannes, а причало се и да је имала љубавне афере са барем двојицом. Најпознатија слика у којој је Валадон позирала била је Реноарова Dance at Bougival из 1883, а то је била иста година када је позирала за слику City Dance. Године 1885 Реноар опет слика њен портрет као Girl Braiding Her Hair. Валадон је тумарала по лошим баровима Париза а 1889. године у једном таквом среће Тулуз-Лотрека који је слика стварајући једно од својих познатих дела The Hangover. 
Дега, који је био импресиониран њеном линијом цртежа и финог сликања, купује њене радове и наставља да је храбри. Валадон касније добија и финансијску подршку током свог живота. 
Упркос својим достигнућима, живела је у сенци када се рађа њен син Морис Утрило који ће касније постати такође сликар 1883. У почетку му даје име Морис Валадон на рођењу, али син јој касније узима породично име блиских рођака и постаје Морис Утрило, један од најпознатијих сликара Монмартра.
Сузана Валадон најчешће је волела да слика мртву природу и пејзаже, а примећује се у њеним сликама снажна композиција и јаке боје. Али упркос томе остаће позната по својим сликама голих девојака, актова, које се убрајају у њене најбоље радове. 
Њена прва изложба била је 1890-их са великим бројем портрета, а међу посетиоцима упознаје се и са композитором Ериком Сатијем, са којим има аферу 6 месеци 1893. Сати јој после прве ноћи преоведене заједно нуди брак. За њега, интимност везе са Сузаном биће једина те врсте у његовом животу; напуштајући је, он говори, како нема „ништа осим ледене самоће која пуни главу празнином а срце тугом." 
Године 1894. Валадонова постаје прва жена која је примљена у Société Nationale des Beaux-Arts. Као перфекциониста, Валадон ради и до 13 година на сликама рађеним у уљу пре него што би их изложила.
Као слободан дух, носила би и корсет направљен од шаргарепа, држала би козу у атељеу да би „појела све њене лоше слике“, а петком хранила мачку кавијаром.
Њен брак са тржишним брокером Полом Мосисом године 1896. пропада, када 1909. године тада 44-годишња Сузан Валадон оставља пола због 23-годишњег сликара André Utter. За Итера се удаје 1914, али ни тај брак не траје дуго.
Сузана Валадон умире 7. априла, 1938. Покопана је на гробљу Cimetière de Saint-Ouen у Паризу. Њеној сахрани су присуствовали сликари André Derain, Пабло Пикасо, и Жорж Брак.
Данас, неки њени радови се могу видети у центру Centre Georges Pompidou у Паризу, као и у Метрополитен музеју уметности у Њујорку.
Године 1998, списатељица June Rose издаје књигу под називом, Сузана Валадон - Господарица Монмартра а касније се појављује још једна књига списатељице Elaine Todd Koren године 2001. под називом: Сузана: љубав и уметност.